# Emilia Lepida
Emilia Lepida (Latino: Aemilia Lepida) è il nome utilizzato da molte donne romane appartenenti al ramo Lepido della gens Emilia. La prima donna con questo ad essere conosciuta è la fidanzata di Catone Minore.

## Emilia Lepida, moglie di Metello Scipione
Emilia Lepida, nata nel I secolo a.C., era figlia di Mamerco Emilio Lepido Liviano. Lepida fu fidanzata da giovane a Metello Scipione ma in seguito questi la respinse. Allora Lepida fu fatta fidanzare con il giovane Catone minore, che la stava per sposare. Però Metello cambiò nuovamente idea e, essendo di famiglia più potente di quella di Catone, fece sciogliere il fidanzamento tra i due e sposò Lepida.
Da Metello Scipione Lepida ebbe due figli, Metello Scipione, morto a 18 anni, e un secondo nato nel 70 a.C. e pure lui morto giovane, e una figlia, Cornelia Metella, nata nel 73 a.C., che diventò moglie di Publio Licinio Crasso ed in seguito di Gneo Pompeo Magno.

## Emilia Lepida, moglie di Lucio Cornelio Silla Fausto
Emilia Lepida fu moglie dell'augure Lucio Cornelio Silla, discendente del dittatore romano omonimo. La coppia ebbe almeno due figli: Fausto Cornelio Silla, console suffetto nel 31 e Lucio Cornelio Silla Magno. Fausto si sposò con Domizia Lepida e da lei ebbe un figlio chiamato anche lui Fausto

## Emilia Lepida, moglie di Gneo Domizio Enobarbo
Emilia Lepida fu probabilmente il nome della moglie di Gneo Domizio Enobarbo, console del 32 a.C. Infatti la nipote di Enobarbo, Domizia Lepida, prese il cognomen in onore della nonna. Da Enobarbo Lepida ebbe un solo figlio, Lucio, che sposò Antonia maggiore. I due ebbero tre figli: Domizia maggiore, Gneo Domizio Enobarbo e Domizia Lepida. Lepida morì prima del 31 a.C.

## Emilia Lepida, moglie di Marco Giunio Silano Torquato
Emilia Lepida era figlia di Lucio Emilio Paolo, console nell'1, e Giulia minore. Fu la prima bisnipote di Augusto e venne fidanzata a Tiberio Claudio Druso, il futuro imperatore Claudio. Il fidanzamento fu però sciolto e Lepida sposò Marco Giunio Silano Torquato.

## Emilia Lepida, moglie di Publio Sulpicio Quirinio
Emilia Lepida era la figlia di Quinto Emilio Lepido, fratello di Marco Emilio Lepido minore e figlio del triumviro Marco Emilio Lepido, e di Cornelia, figlia di Fausto Cornelio Silla (figlio del dittatore Silla) e di Pompea (figlia di Pompeo Magno). Sposò il ricco governatore romano Publio Sulpicio Quirinio e, in seguito, Mamerco Emilio Scauro. Da giovane era stata fidanzata dell'erede di Augusto, Lucio Cesare. Nel 20 fu accusata di adulterio, avvelenamento, consultazione di astrologi, falso nel pretendere il figlio dell'ex marito Quirinio e tentativo di avvelenare quest'ultimo. Fu sempre difesa dal fratello Manio. Fu processata da Tiberio, trovata colpevole e condannata all'esilio.

## Emilia Lepida, moglie di Druso Cesare
Emilia Lepida (morta nel 36) era la figlia di Marco Emilio Lepido, console nel 6 e nipote del console Lucio Emilio Paolo, e di Vipsania Marcellina, figlia di Marco Vipsanio Agrippa e Claudia Marcella maggiore, pronipote dell'imperatore Augusto. Nonostante la condanna a morte di suo zio, grazie al rango elevato di suo padre all'interno del Senato, sposò il suo cugino di secondo grado Druso Cesare. Tacito riferisce che durante il loro matrimonio "aveva perseguito il marito con accuse incessanti " e che era sospettata di avere una relazione col prefetto Seiano. Nel 36, fu accusata di adulterio insieme ad uno schiavo e si suicidò, "in quanto non vi era alcun dubbio circa la sua colpevolezza" (Tacito, Annales, 6,40).

## Emilia Lepida, moglie di Galba
Emilia Lepida era figlia di Manio Emilio Lepido, console nell'11. Viene di solito identificata con la moglie dell'imperatore Galba. La coppia ebbe due figli prima della sua morte. Morì relativamente giovane come i suoi figli, e Galba non si risposò mai.
Quando Lepida era in vita, Agrippina minore (allora vedova, dopo la morte di Gneo Domizio Enobarbo) cercò di fare delle avance spudorate a Galba, che era devoto a sua moglie e quindi completamente disinteressato. In una occasione la madre di Lepida diede pubblicamente ad Agrippina minore uno schiaffo in faccia.